# Dayton (Virginia)
Dayton è un comune degli Stati Uniti d'America, situato nello Stato della Virginia, nella contea di Rockingham.